# Louhisaaret (ö i Norra Savolax)
Louhisaaret är en ö i Finland. Den ligger i sjön Enonvesi och i kommunen Varkaus i den ekonomiska regionen  Varkaus ekonomiska region  och landskapet Norra Savolax, i den sydöstra delen av landet, 300 km nordost om huvudstaden Helsingfors. Öns area är 5,1 hektar och dess största längd är 430 meter i sydöst-nordvästlig riktning.  Notera att namnet antyder att det är fråga om flera öar.